# Spišský Štvrtok
Spišský Štvrtok és un poble i municipi d'Eslovàquia. Es troba a la regió de Prešov, al nord del país.

## Història
La primera referència escrita de la vila data del 1263.

## Demografia
| Godina             | 1994 | 2004   | 2014   | 2024   |
| ------------------ | ---- | ------ | ------ | ------ |
| Nombre de persones | 2224 | 2339   | 2453   | 2612   |
| Diferència         |      | +5,17% | +4,87% | +6,48% |

| Godina             | 2023 | 2024   |
| ------------------ | ---- | ------ |
| Nombre de persones | 2584 | 2612   |
| Diferència         |      | +1,08% |